# Kincses Réka
Kincses Réka (Marosvásárhely, 1972 –) magyar filmrendező, író, drámaíró, színházrendező.

## Életpályája
Édesapja Kincses Előd, ügyvéd, író. 1990-ben érettségizett. 1990–1994 között magyar nyelv és irodalmat tanult Kolozsváron és Budapesten. 1995-ben Bonnban dolgozott önkéntesként a Die Weltnél. 1996–1999 között alternatív orvoslást tanult a berlini Samuel Hahnemann Schoolban. 2006-ban végzett a Deutsche Film- und Fernsehakademie (dffb) filmrendező szakán, Berlinben. 2013 óta ír és rendez is. 2014 óta a Marosvásárhelyi Müvészeti Egyetem (UAT), és a berlini MET Filmschool meghívott tanára. Magyarországon és külföldön is rendszeresen dolgozik.

## Színházi rendezései
| Szerző           | Cím                                         | Bemutató éve | Színház        |
| ---------------- | ------------------------------------------- | ------------ | -------------- |
| Kincses Réka     | Karácsonyozzatok velünk, vagy ússzatok haza | 2024         | Örkény Színház |
| Majgull Axelsson | Nem vagyok Miriam!                          | 2019         | Vígszínház     |
| Kincses Réka     | A Pentheszileia Program                     | 2016         | Vígszínház     |

## Filmrendezői munkásság
- Balkán bajnok (dokumentumfilm, 2006)
- Szülőföld, szex és más kellemetlenségek (vígjáték, 2012)